# Gué de Constantine (metropolitana di Algeri)
Gué de Constantine è una stazione della linea 1 della metropolitana di Algeri, situata nel comune di Djasr Kasentina (in passato noto come Gué de Constantine). La stazione di Gué de Constantine si trova nel cuore del complesso residenziale 1306 di Gué de Constantine, nel quartiere conosciuto come Cité Nassim (Cité Ait Kaci Azzou Mohand Ourabah) e non lontano dal complesso residenziale di Djanane El Kares (Les Citronniers).

## Storia
La stazione Gué de Constantine è stata inaugurata il 13 novembre 2018. Pur facendo parte dell'estensione C della linea 1, inaugurata ad aprile 2018, è entrata in servizio solo sette mesi dopo.

## Strutture e impianti
È una stazione passante a 4 binari, due per ogni senso di marcia, serviti da due banchine laterali per ciascun lato.

## Servizi

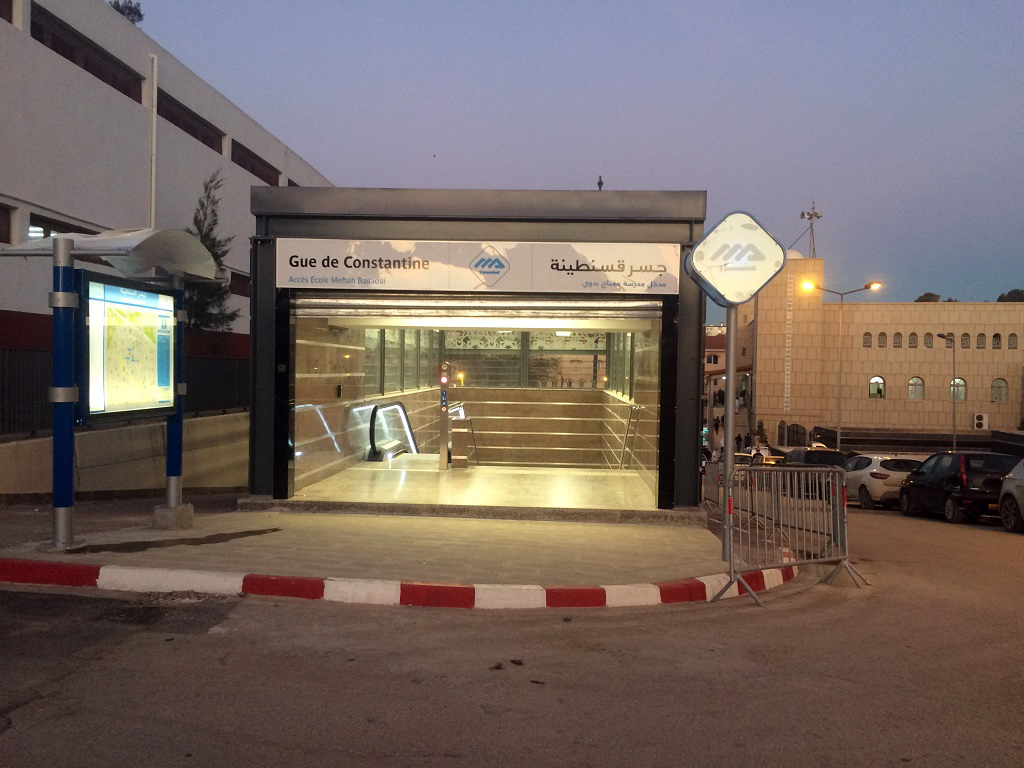
Accesso École Meftah Boudaoui (2018).

La stazione ha due uscite, una su via Saadi Touati e una sulla scuola Meftah Badaoui. È dotata di un ascensore per le persone a mobilità ridotta.